# Велесница
Велесница је насеље у Србији у општини Кладово у Борском округу. Према попису из 2022. у насељу је било 257 становника (према попису из 2011. било је 215 становника, према попису из 2002. било је 265 становника).
У селу се налази соларна електрана снаге 2 мегавата што је чини највећом соларном електраном у Србији. Електрана се простире на 4,5 хектара земљишта, док је укупна површина соларних панела 13.600 m².

## Демографија
Према последњем попису из 2022. године у Велесници је живело 257 становника што је за 42 више у односу на 2011. када је на попису било 215 становника. У насељу живи 254 пунолетних становника, а просечна старост становништва износи 60,62 година (58,93 код мушкараца и 62,32 код жена).
Према подацима пописа из 2022. у насељу има 125 домаћинства, а просечан број чланова по домаћинству је 2,06. а према истом попису у насељу има 333 стамбених јединица од којих је 208 насељених.
Ово насеље је углавном насељено Србима (према попису из 2002. године), а у последња три пописа, примећен је пад у броју становника.
|  |

| Демографија | Демографија | Демографија |
| Година      | Становника  | Становника  |
| ----------- | ----------- | ----------- |
| 1948.       | 677         |             |
| 1953.       | 723         |             |
| 1961.       | 751         |             |
| 1971.       | 747         |             |
| 1981.       | 795         |             |
| 1991.       | 668         | 409         |
| 2002.       | 265         | 555         |
| 2011.       | 215         |             |
| 2022.       | 257         |             |

| Етнички састав према попису из 2002.‍ | Етнички састав према попису из 2002.‍ | Етнички састав према попису из 2002.‍ | Етнички састав према попису из 2002.‍ | Етнички састав према попису из 2002.‍ |
| ------------------------------------ | ------------------------------------ | ------------------------------------ | ------------------------------------ | ------------------------------------ |
|                                      |                                      |                                      |                                      |                                      |
| Срби                                 | Срби                                 |                                      | 220                                  | 83,01%                               |
| Власи                                | Власи                                |                                      | 17                                   | 6,41%                                |
| Југословени                          | Југословени                          |                                      | 3                                    | 1,13%                                |
| Румуни                               | Румуни                               |                                      | 2                                    | 0,75%                                |
| Немци                                | Немци                                |                                      | 1                                    | 0,37%                                |
| непознато                            | непознато                            |                                      | 4                                    | 1,50%                                |

| Година пописа     | 1948. | 1953. | 1961. | 1971. | 1981. | 1991. | 2002. |
| ----------------- | ----- | ----- | ----- | ----- | ----- | ----- | ----- |
| Број домаћинстава | 157   | 164   | 171   | 186   | 192   | 157   | 124   |

| Број чланова      | 1  | 2  | 3  | 4 | 5 | 6 | 7 | 8 | 9 | 10 и више | Просек |
| ----------------- | -- | -- | -- | - | - | - | - | - | - | --------- | ------ |
| Број домаћинстава | 39 | 52 | 19 | 9 | 2 | 3 | 0 | 0 | 0 | 0         | 2,13   |

| Пол    | Укупно | Неожењен/Неудата | Ожењен/Удата | Удовац/Удовица | Разведен/Разведена | Непознато |
| ------ | ------ | ---------------- | ------------ | -------------- | ------------------ | --------- |
| Мушки  | 117    | 18               | 79           | 12             | 8                  | 0         |
| Женски | 134    | 11               | 77           | 41             | 5                  | 0         |
| УКУПНО | 251    | 29               | 156          | 53             | 13                 | 0         |

| Пол    | Укупно                    | Пољопривреда, лов и шумарство | Рибарство                            | Вађење руде и камена | Прерађивачка индустрија       |
| ------ | ------------------------- | ----------------------------- | ------------------------------------ | -------------------- | ----------------------------- |
| Мушки  | 38                        | 15                            | 0                                    | 1                    | 4                             |
| Женски | 21                        | 16                            | 0                                    | 0                    | 0                             |
| УКУПНО | 59                        | 31                            | 0                                    | 1                    | 4                             |
| Пол    | Производња и снабдевање   | Грађевинарство                | Трговина                             | Хотели и ресторани   | Саобраћај, складиштење и везе |
| Мушки  | 4                         | 3                             | 2                                    | 2                    | 2                             |
| Женски | 0                         | 0                             | 3                                    | 0                    | 0                             |
| УКУПНО | 4                         | 3                             | 5                                    | 2                    | 2                             |
| Пол    | Финансијско посредовање   | Некретнине                    | Државна управа и одбрана             | Образовање           | Здравствени и социјални рад   |
| Мушки  | 0                         | 0                             | 0                                    | 1                    | 0                             |
| Женски | 0                         | 0                             | 0                                    | 1                    | 0                             |
| УКУПНО | 0                         | 0                             | 0                                    | 2                    | 0                             |
| Пол    | Остале услужне активности | Приватна домаћинства          | Екстериторијалне организације и тела | Непознато            | Непознато                     |
| Мушки  | 2                         | 0                             | 0                                    | 2                    | 2                             |
| Женски | 0                         | 0                             | 0                                    | 1                    | 1                             |
| УКУПНО | 2                         | 0                             | 0                                    | 3                    | 3                             |